# 결작
결작(結作)은 논밭에 매기는 세금인 전결(田結)에 대한 일종의 부가세이다. 결작으로 더 걷게 된 미곡을 결작미라고 불렀다.
1750년(영조 26년)에 균역법의 실시로 재정상 부족액이 생기게 되었다. 이를 보충시키는 방법의 일환으로 결미(結米) 또는 결전 등의 명목을 붙여서 전세(田稅)를 더 거두어들이게 하였다. 그리하여 평안·함경 양도를 제외한 다른 6도의 전답에 대하여 1결당 쌀 2말(斗)을 징수하는 것이었다.
이로 인해 군포 부담의 일부가 전세화됨으로써 사실상의 전세율이 더욱 가중되었다.

## 같이 보기
- 균역법